# Jonathan Clarkson Gibbs
Jonathan Clarkson Gibbs, II (Filadelfia, 28 settembre 1821 – Tallahassee, 14 agosto 1874), è stato un pastore presbiteriano e un funzionario pubblico afroamericano.
Ricoprì i ruoli di Primo Segretario di Stato e sovrintendente della Pubblica Istruzione della Florida e, insieme a Josiah Thomas Walls, è stato tra i neri titolari di incarichi statali più importanti durante il periodo della Ricostruzione negli Stati Uniti.

## Gli anni della giovinezza

### Filadelfia
Gibbs nacque libero a Filadelfia (Pennsylvania), il 28 settembre 1821. Suo padre, il reverendo Jonathan Clarkson Gibbs I, sposò Maria Jackson. Un antenato di Gibbs era un pastore metodista e sua moglie era di religione battista. Jonathan C. Gibbs II era il maggiore di quattro figli. Crebbe a Filadelfia in un periodo in cui nella città erano diffusi costumi razzisti e contrari all'abolizione della schiavitù. Tali sentimenti non erano sconosciuti ai neri liberi; molti nordisti bianchi durante quel periodo professavano sia la superiorità dei bianchi che la discriminazione contro i neri.
Gibbs e suo fratello, Mifflin, frequentarono la locale Free School di Filadelfia. 
Anche se non si conoscono molti dettagli dei suoi primi anni, Jonathan Clarkson Gibbs crebbe in una Filadelfia dove erano piuttosto comuni rivolte e violenza contro i neri.
In seguito alla morte del padre, nel mese di aprile 1831, Gibbs e suo fratello dovettero lasciare la Free School per aiutare la madre malata e guadagnarsi da vivere. Il giovane Gibbs divenne apprendista presso un falegname. Entrambi i fratelli si convertirono al Presbiterianesimo. Gibbs colpì positivamente la Presbyterian Assembly tanto che ebbe l'aiuto economico per frequentare la Kimball Union Academy un college a Meriden (Plainfield, Contea di Sullivan nel New Hampshire).

### New Hampshire
Gibbs frequentò la Kimball Union Academy a Meriden (Contea di Sullivan, nel New Hampshire) e completò gli studi nel 1848. Allora, l'Academy era guidata da un abolizionista, Cyrus Smith Richards, che aveva in precedenza concesso ad Augustus Washington 
(che poi frequentò il Dartmouth) di studiare presso la scuola. Washington è ben conosciuto per un famoso dagherrotipo di John Brown.
Alla Kimball Union Academy, Gibbs conobbe Charles Barrett, nativo di Grafton (Contea di Windham, Vermont), che sarebbe diventato uno dei suoi amici più stretti. I due frequentarono il Dartmouth College, poi Barrett ritornò nel Vermont dove si dedicò alla politica.
Quando Gibbs studiava al Dartmouth, il college era condotto da Nathan Lord, favorevole alla schiavitù. Lord in origine era contrario alla schiavitù, aveva votato per il Liberty Party e aveva scritto editoriali per il settimanale abolizionista The Liberator. La sua improvvisa conversione era dovuta all'impronta conservatrice del calvinismo; pensava che i riformatori andavano troppo avanti con il loro zelo contro la schiavitù. Nonostante il suo pensiero sulla schiavitù, che derivava in gran parte dalla sua convinzione che l'istituto dipendeva dal peccato, Lord consentì a numerosi afroamericani di frequentare il College. Lord credeva che qualsiasi gruppo di persone che avevano peccato contro Dio poteva essere ridotto in schiavitù (compresi i bianchi).
Al college, Gibbs subì l'influenza di tre professori, che avrebbero avuto conseguenze sul suo pensiero come educatore missionario e politico.
Quando era studente universitario era un membro del movimento abolizionista, partecipò a diversi convegni e collaborò con il periodico The Liberator. 
Fu il terzo afro-americano a laurearsi al Dartmouth College e, preceduto solo da John Brown Russwurm, Gibbs fu il secondo uomo di colore della nazione a pronunciare il commencement address in un college.

## Ministro abolizionista

### New York e il movimento abolizionista
Dopo la laurea nel 1852, Gibbs studiò al Princeton Theological Seminary dal 1853 al 1854, ma non completò gli studi per problemi economici.
Al seminario, Gibbs studiò sotto la guida di Charles Hodge, un sostenitore della lotta alla schiavitù. Hodge, un pastore presbiteriano, era convinto che "la schiavitù in quanto tale non era condannata dalle Scritture, ma che il modo in cui era praticata nel Sud era una malvagità". A differenza di Nathan Lord, Hodge sosteneva lo sforzo bellico e il presidente Abramo Lincoln.
Anche se Gibbs non riuscì a completare gli studi in seminario, fu ordinato sacerdote nel 1856 e divenne pastore della Liberty Street Presbyterian Church di Troy (New York), guidata da Henry Highland Garnet. Gibbs invitò il rettore del Dartmouth College, favorevole alla schiavitù, Nathan Lord, per il sermone di ordinazione sacerdotale. Egli "supplicò il Dr. Lord affinché pronunciasse il sermone di ordinazione, come un favore speciale, ricordando che il suo college era stato l'unico a sopportare la sua presenza". Lord fece il sermone visto che non c'erano altri ministri.
Gibbs, ormai giovane ministro, sposò Anna Amelia Harris, figlia di un abbiente venditore di colore newyorkese. La coppia ebbe tre figli: Thomas Van Renssalaer Gibbs, Julia Pennington Gibbs e Josephine Haywood Gibbs.
Dopo la sua ordinazione sacerdotale, Gibbs divenne un attivo abolizionista. Partecipò ad una serie di convegni di neri dove lavorò con Frederick Douglass e nelle commissioni. La sua adesione al movimento abolizionista lo mise in evidenza a livello nazionale. Gibbs scrisse in pubblicazioni antischiaviste come The Liberator e The Anti-Slavery National Standard. La sua fama crescente denotava in Gibbs un carattere ambizioso come pure abilità oratorie che lo portarono a diventare ministro abolizionista.
Il suo crescente coinvolgimento nel movimento abolizionista di New York non ebbe effetti positivi sul suo matrimonio. In parte a causa delle sue lunghe assenze da casa e la sua attività pastorale, Gibbs si allontanò sempre più dalla moglie. La moglie Anna era abituata a standard di vita che un giovane pastore non poteva permettersi. La tensione tra coniugi indusse Gibbs a prendere in considerazione l'opportunità di lasciare gli Stati Uniti per recarsi in Africa a lavorare come missionario. Tuttavia, i suoi fedeli lo persuasero ad abbandonare questi piani.
Il disaccordo coniugale alla fine portò ad un lungo e amaro procedimento legale che durò fino al 1862.
Non molto tempo dopo, Gibbs tornò alla nativa Filadelfia, dove continuò la sua attività nel movimento abolizionista.

### Il ritorno a Filadelfia
Gibbs divenne pastore della First African Presbyterian Church di Filadelfia dal 1859 al 1864. Attivo nel movimento abolizionista, "divenne una figura chiave nella locale Underground Railroad e contribuì con articoli all'Anglo-African Magazine.
Dopo l'annuncio della Emancipation Proclamation del Presidente Abramo Lincoln, Gibbs pronunciò un sermone (dal titolo "Freedom's Joyful Day")
in cui sottolineava che i bianchi avrebbero dovuto vincere i loro pregiudizi e che si sarebbe dovuto permettere ai neri di combattere nella Guerra di secessione. Gibbs affermò: "Noi, uomini di colore del Nord, affronteremo le difficoltà, i bianchi dimostrino che sono all'altezza delle esigenze di questi tempi, accantonando i loro stupidi pregiudizi".
Sottolineò la necessità per i neri di combattere rispondendo alle preoccupazioni e pregiudizi dei bianchi affermando:
La domanda che fanno è semplicemente questa: hanno gli uomini bianchi del Nord lo stesso coraggio morale, la determinazione, la grinta per abbandonare il loro insensato pregiudizio contro l'uomo di colore e lo pongono in condizioni di condividere le fatiche e i pericoli di questa guerra?»
(Jonathan C. Gibbs, "Freedom's Joyful Day")
Insieme a William Still, Gibbs lottò per la parità di sistemazione e trasporto a Filadelfia, biasimando la segregazione sui tram a cavalli cittadini. 
In un deciso articolo pubblicato nel dicembre 1864 nel National Anti-Slavery Standard, Still e Gibbs chiesero: "Perché bisogna temere che la stessa gente che ha contatti con i neri in tante altre occasioni senza insultarli, in quel caso [cioè sui tram] debba imbestialirsi come se fosse qualcosa di tremendo?".
Scrissero inoltre che:
Tuttavia, il triplo del numero [di neri] così radunati per la difesa della contea sono ogni giorno e ogni ora costretti a sopportare tutti i soprusi e gli inconvenienti derivanti da norme gravi e implacabili come quelle che finora hanno regolato le strade di Filadelfia.»
(William Still, Jonathan C. Gibbs, "Colorphobia a Philadelphia")
Gli sforzi di Gibbs nel movimento di abolizione della schiavitù aiutò sia i neri liberi che i loro fratelli schiavi. Quando la Guerra di secessione volgeva al termine, Gibbs lasciò Filadelfia, recandosi nel Sud, per aiutare a ricostruire gli stati ex-confederati e dare un'istruzione agli schiavi liberati e ai bianchi poveri che ne erano privi, subito dopo le devastazioni della guerra sanguinosa.

### Trasferimento nel Sud
Il 18 dicembre 1864, Gibbs annunciò la sua partenza dalla First African Presbyterian Church. Gibbs, "fu invitato ad andare nel Sud per diversi mesi per aiutare gli ex-schiavi."
Quello che all'inizio doveva essere un impegno di pochi mesi durò diversi anni, in cui Gibbs lavorò a fianco degli altri missionari nella American Home Missionary Society. Gibbs giunse a New Bern (Contea di Craven, Carolina del Nord), dove scrisse una lettera pubblicata in The Christian Recorder dove descrisse le condizioni che aveva trovato subito dopo la guerra, "La miseria e le sofferenze di questo popolo va oltre ogni mia immaginazione; vecchi e donne piegati per terra, con le teste bianche per le gelate e la difficoltà dei molti inverni, così come il bambino innocente di un paio di settimane, contribuiscono a comporre questa scena di miseria.
Gibbs si stabilì infine a Charleston (Carolina del Sud), nella chiesa locale e aprì una scuola per gli ex-schiavi.
La loro situazione in quel periodo era piena di incertezze ma anche con grandi possibilità. Già nel 1866 la necessità di attività missionaria tra gli ex-schiavi venne riportata in evidenza nella The First Annual Report of the General Assembly's Committee on Freedmen of the Presbyterian Church in the United States of America. La relazione affermava che: "La condizione degli ex-schiavi, le loro condizioni di nascita e le varie influenze a cui sono esposti, sono determinanti per il successo delle missioni e per il piano operativo in loro favore della Chiesa."
Questo stesso resoconto chiariva anche il punto di vista dei missionari del Nord nel trattare la situazione di fondo degli ex-schiavi affermando che i neri da poco liberi "stavano attraversando una 'landa desolata' di problemi sociali, politici e religiosi, così singolari e peculiari, come quelli che incontrarono gli Israeliti nel loro cammino dalla 'casa della schiavitù' verso la terra dei loro padri. E tutti questi problemi interferiscono col lavoro della loro educazione religiosa, in ogni ramo di essa, direttamente o indirettamente."
L'attività missionaria nel Sud non era un evento nuovo. I Contraband camps erano già stati un appuntamento fisso fin dall'inizio della guerra e i missionari avevano lavorato duramente vivendo con gli ex-schiavi, un punto che non è stato perso secondo Steven Hahn, che ha osservato:
(Steven Hahn, A Nation Under Our Feet)
Il lavoro dei missionari tra i neri ex-schiavi nel Sud fu intensificato con attività come quelle a cui Gibbs partecipò. Il fattore motivante per Gibbs era la sua fede perenne nel potere dell'istruzione e il legame (espresso nella relazione del 1866) tra i doveri religiosi e il compito di elevare quasi quattro milioni di individui ridotti in schiavitù. In una lettera al suo vecchio amico del Vermont, Charles Barrett, Gibbs con orgoglio raccontava che "aveva una scuola a Charleston, frequentata mediamente da 1000 bambini al giorno e con circa 20 insegnanti."
Durante la sua permanenza nella Carolina del Sud Gibbs era anche impegnato in attività politiche che furono utili per i neri durante la Ricostruzione. In modo contraddittorio, la partecipazione di Gibbs a una riunione di delegati neri nella Carolina del Sud che aveva redatto una petizione in cui si chiedeva alle persone istruite di entrambe le etnie fosse permesso di votare, indicava un aspetto elitario presente nel suo carattere. Nella petizione si affermava tra l'altro: "chiediamo che se all'uomo ignorante bianco è permesso di votare anche all'uomo ignorante di colore deve essere consentito di votare."
A dispetto dell'elitarismo apparente di Gibbs era chiaro che apprezzava il potere dell'istruzione per i fratelli ex-schiavi. Gibbs affermava che "Se siamo in grado di garantire, per i prossimi dieci anni, tre camicie pulite alla settimana, uno spazzolino da denti e l'abbecedario ad ogni ex-schiavo della Carolina del Sud, mi sentirei tranquillamente di affermare (cosa che accade raramente) che per i prossimi cento anni non avremo più la schiavitù e che bianchi e neri saranno più felici e più amici."

Durante questo periodo Gibbs incontrò e sposò la sua seconda moglie, Elizabeth, con cui dovrebbe avere avuto almeno un figlio (che sarebbe morto in tenera età). Gibbs "si trattenne [a Charleston] per poco non trovando la situazione in quel luogo di suo gradimento. Proseguì per Jacksonville, in Florida, dove aprì una scuola per i giovani di quella città."

## Ricostruzione politica

### Constitutional Conventiondel 1868 eSecretary of State

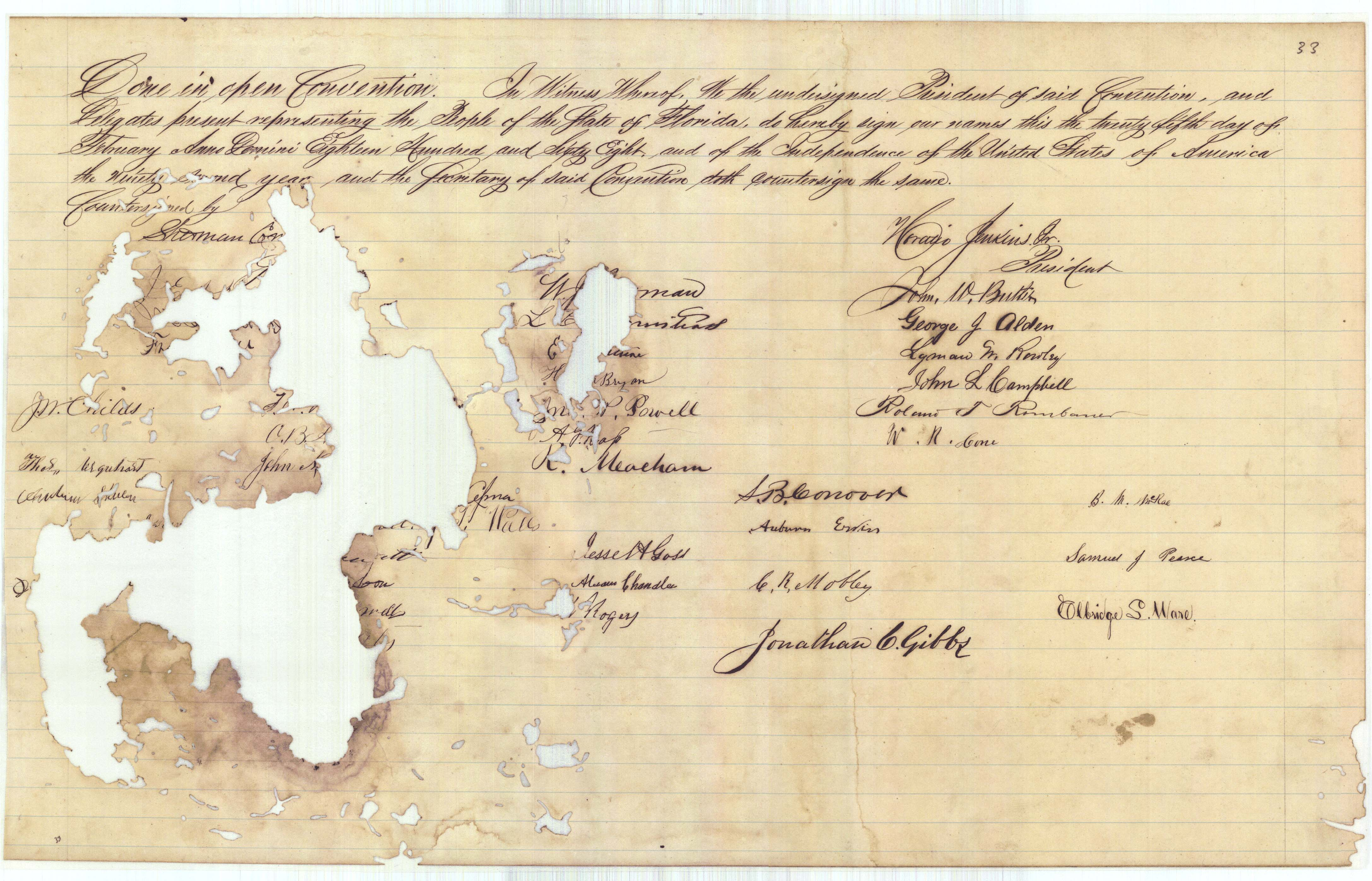
Costituzione della Florida del 1868; è riconoscibile la firma Jonathan C. Gibbs.

Gibbs si trasferì in Florida nel 1867 dove istituì una scuola privata a Jacksonville. Dovette sospendere il suo impegno missionario per occuparsi attivamente dei problemi politici nella Ricostruzione in Florida. Religione e politica andavano di pari passo per i dirigenti neri in quel periodo, e l'entrata [in politica] di Gibbs faceva echeggiare le parole di un altro dirigente nero di primo piano, Charles H. Pearce, che affermava: "Un uomo in questo Stato, non può fare pienamente il suo dovere come ministro [del culto] se non segue gli interessi politici del suo popolo.
Jonathan C. Gibbs fu eletto nella State Constitutional Convention del 1868. Egli, nella Convention, faceva parte della fazione radicale Mule Team
che inizialmente acquisì il controllo della Convention ma fu poi messa in minoranza da delegati più moderati e conservatori guidati da Harrison Reed e Ossian Bingley Hart.
La costituzione risultante secondo Canter Brown Jr., 
"Anche se generò la carta costituzionale più liberale dello Stato per quell'epoca, conteneva restrizioni importanti per la gente di colore. Consentiva alla maggior parte di ex-ribelli di votare, al tempo stesso specificava un piano di ripartizione legislativa che discriminava le contee a maggioranza nera a favore di quelle scarsamente popolate di bianchi. I redattori conservarono un elemento particolarmente importante per i leader neri. La costituzione stabiliva che l'assemblea legislativa doveva creare un sistema uniforme di scuole pubbliche.
Il Mule Team procedette a nominare la propria lista di candidati, contrapposta a quella della fazione più conservatrice dei repubblicani, che designò Gibbs per il seggio della Florida alla Camera dei Rappresentanti. In ultima analisi, la coalizione Mule Team si fratturò subito dopo l'elezione di una amministrazione moderata Repubblicana e l'approvazione del Congresso della Costituzione del 1868.
Sebbene Gibbs non avesse vinto l'elezione al Congresso fu nominato Segretario di Stato della Florida dal 1868 al 1872, dal governatore Repubblicano, nato nel Wisconsin, Harrison Reed. Il potere e la responsabilità che Gibbs esercitò durante i suoi quattro anni come Segretario di Stato fu un punto a favore per il ministro [del culto] di Filadelfia. In una lettera al suo amico, Charles Barrett, Gibbs osservò che "Nel 1868 sono stato nominato dal Governatore e confermato dal Senato [della Florida], Segretario di Stato della Florida con un salario di 3000 dollari l'anno, per quattro anni, e seconda carica nel governo di questo Stato."
L'entità del potere reale e l'importanza di Gibbs contrasta con gli approfondimenti fatti dagli storici su questo periodo. Eric Foner ha osservato che "Durante la Ricostruzione diversi neri furono eletti alla carica di Segretario di Stato, carica più di ogni altra sostanzialmente cerimoniale; in generale le decisioni politiche più importanti in ogni Stato erano prese da bianchi."
Tuttavia l'articolo VIII della Costituzione stabiliva che: "Il sovrintendente della Pubblica Istruzione, il Segretario di Stato, e il procuratore generale deve costituire un ente giuridico, conosciuto come il Board of Education of Florida. Il Soprintendente della Pubblica Istruzione deve essere il presidente di questo ente. Le funzioni del Consiglio di istruzione devono essere stabilite dal legislatore." (Articolo VIII, Sez. 9)
Gibbs è stato anche estremamente attivo come Segretario di Stato, conducendo approfondite indagini su violenze e frodi (comprese le indagini sulle attività del Ku Klux Klan) e ha fatto parte del Board of Canvassers, testimoniando a favore di Josiah Thomas Walls.

### Sovrintendente della Pubblica Istruzione
È stato nominato sovrintendente della Pubblica Istruzione nel 1873. Gibbs ha fatto parte anche della Florida State Militia con il grado di tenente colonnello. Nel 1872 venne eletto anche consigliere comunale di Tallahassee.

## Il decesso
Gibbs è morto il 14 agosto 1874 a Tallahassee, a quanto si dice per un colpo apoplettico.

## Eredità e influenza
Era il fratello del giudice Mifflin Wistar Gibbs (1823 - 1915), noto giudice dell'Arkansas durante il periodo della Ricostruzione e padre di Thomas Van Renssalaer Gibbs (1855 – 1898), delegato per il 1886 nella Florida Constitutional Convention e membro della legislatura statale della Florida. La Gibbs High School la prima high school a St. Petersburg (Florida) frequentata da studenti neri, porta il suo nome.
Porta il suo nome anche il Gibbs Junior College (sempre a St. Petersburg). La scuola fa ora parte del St. Petersburg College (63.000 studenti)
che ha anche un Campus Gibbs.